# 磯部站 (石川縣)
磯部站（日语：／ Isobe eki */?）是位於石川縣金澤市諸江町，北陸鐵道的淺野川線車站。車站編號為A04。

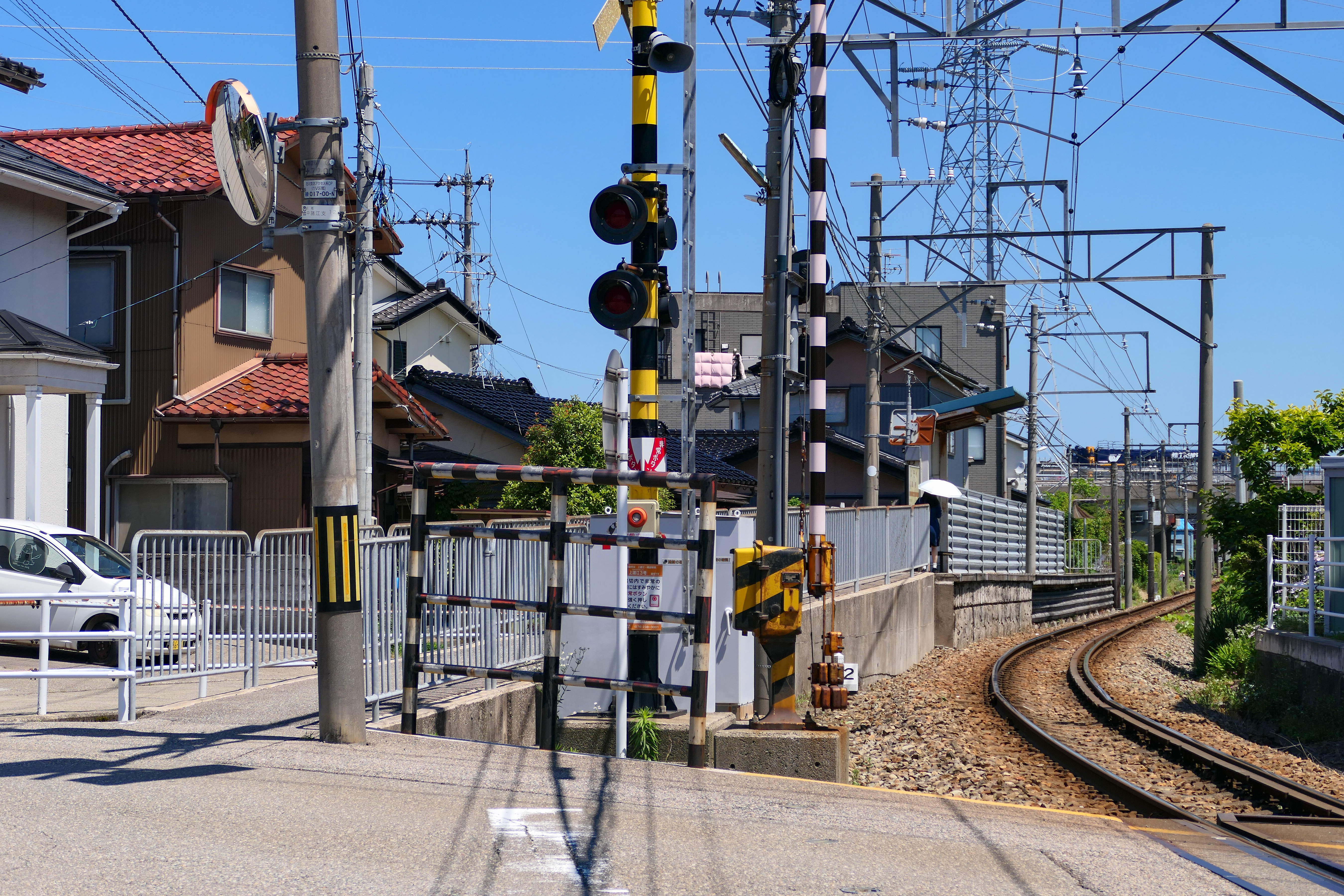
車站入口（2023年6月）

## 車站構造
車站是一座地面車站，設有1面1線單式月台。此站是無人車站。

## 歷史
- 1925年5月10日：車站啟用。

## 使用狀況
以下為1日平均上下車人次列表：
| 上下車人次變化 | 上下車人次變化 |
| 年度           | 1日平均人次    |
| -------------- | -------------- |
| 2011年         | 63             |
| 2012年         | 79             |
| 2013年         | 91             |
| 2014年         | 95             |
| 2015年         | 96             |
| 2016年         | 97             |
| 2017年         | 108            |
| 2018年         | 99             |
| 2019年         | 114            |

## 車站周邊
- Eco Town金澤（日语：ブックオフコーポレーション）
- 諸江之湯
- MANBOW金澤（保齡球場）
- 羅森金澤諸江町店
- 薩莉亞金澤諸江店

## 相鄰車站
北陸鐵道
■淺野川線
上諸江（A03）－磯部（A04）－割出（A05）

## 外部連結
- 北陸鐵道磯部站 （页面存档备份，存于）